# Pseudoeuchitonia
Pseudoeuchitonia is een kevergeslacht uit de familie van de boktorren (Cerambycidae). De wetenschappelijke naam van het geslacht werd voor het eerst geldig gepubliceerd in 2010 door Bentanachs, Morati & Vives.

## Soorten
Pseudoeuchitonia omvat de volgende soorten:
- Pseudoeuchitonia barbarae Bentanachs, Morati & Vives, 2010
- Pseudoeuchitonia grandis (Thomson, 1878)
- Pseudoeuchitonia triochraceofasciata (Hayashi, 1979)